# Equulites elongatus
Equulites elongatus är en fiskart som först beskrevs av Günther, 1874.  Equulites elongatus ingår i släktet Equulites och familjen Leiognathidae. Inga underarter finns listade i Catalogue of Life.